# Gris (fleuve)
Pour les articles homonymes, voir Gris (homonymie).
Le Gris ou la Grise qui se confond aussi avec la rivière d'Olonde est un fleuve côtier de la Manche qui se jette à Portbail formant un des estuaires de la Côte des Havres entre celui de Carteret et de Surville.

## Géographie
De 10,4 km de longueur, il prend sa source près du hameau du Pont Peint à Fierville-les-Mines et se jette dans la Manche à Portbail.

### Communes traversées
Le Gris traverse six communes :
- Fierville-les-Mines, Saint-Maurice-en-Cotentin, Canville-la-Rocque, Le Mesnil, Saint-Lô-d'Ourville et Portbail

### Bassin versant
Le gris traverse une seule zone hydrographique 'Les bassins côtiers compris entre l'embouchure de Diélette (exclu) et l'embou' (I670) de 205 km2 de superficie. Ce bassin versant est constitué à 82,21 % de « territoires agricoles », à 11,05 % de « forêts et milieux semi-naturels », à 6,11 % de « territoires artificialisés », à 0,58 % de « zones humides ».

## Affluent
Le Gris a un seul affluent référencé :
- Le Pont aux Œufs (rg), 3 km sur les deux communes de Saint-Lô-d'Ourville (confluence), et Denneville (source).

Son rang de Strahler est donc de deux.